# 陆桐华
陆桐华（？—？），浙江慈溪人，是一名清朝政治人物。
陆桐华曾于1895年接替马海曙任宝山县知县一职，1895年由沈佺接任。